# بني انبات (تمروت)
بني انبات هي إحدى مشيخات المملكة المغربية، تتبع جغرافيا لإقليم شفشاون وإداريًا لتمروت. يقدر عدد سكانها بـ 11602 نسمة حسب الإحصاء الرسمي للسكان والسكنى لسنة 2004.